# James Joseph
James Joseph (* 11. Mai 1957) ist ein ehemaliger guyanischer Radrennfahrer.

## Sportliche Laufbahn
Joseph war im Bahnradsport und im Straßenradsport aktiv. Er war Teilnehmer der Olympischen Sommerspiele 1980 in Moskau. Im Sprint unterlag er im Vorlauf gegen Henrik Salée. Im Hoffnungslauf gewann er gegen Fawzi Abdussalam. In der 2. Runde unterlag er gegen Sergei Kopylow, kam im Hoffnungslauf aber gegen Terrence Tinsley eine Runde weiter. Im Achtelfinale scheiterte er an Lutz Heßlich. 1984 startete er bei den der Olympischen Sommerspielen in Los Angeles erneut im Sprint. Er verlor seinen Vorlauf gegen Mark Barry und schied im Hoffnungslauf aus.
1994 vertrat Joseph sein Land bei den Commonwealth Games im Straßenrennen. Er war später ein erfolgreicher Fahrer und Weltmeister bei den Senioren.